# Karl von Richthofen

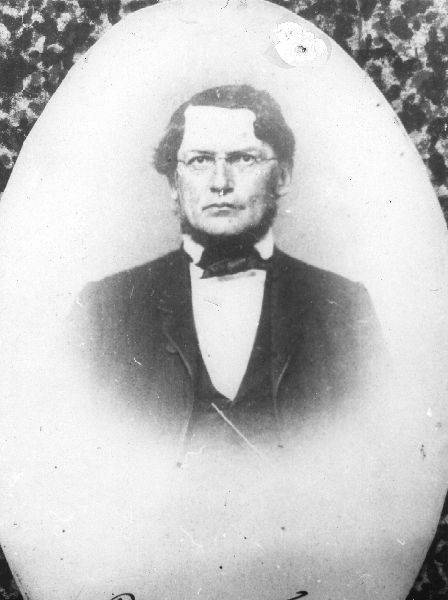
Karl von Richthofen

Karl Otto Johannes Theresius Freiherr von Richthofen (Damsdorf bij Striegau, 30 mei 1811 - aldaar, 7 maart 1888) was een Duitse germanist, rechtsgeleerde en hoogleraar in Berlijn. Hij heeft zich zeer verdienstelijk gemaakt door zijn publicaties op gebied van het middeleeuwse Friese recht.

## Leven
Von Richthofen studeerde in Göttingen en Berlijn, o.a. bij Karl Friedrich Eichhorn en Jacob Grimm. De laatste zette hem aan tot een studiereis in 1834, waarbij hij in Noord-Duitsland en de Nederlanden tientallen middeleeuwse handschriften met Fries recht bestudeerde en kopieerde. In 1840 leidde dat tot zijn baanbrekende, monumentale tekstuitgave 'Friesische Rechtsquellen'. Van 1842 tot 1860 was Von Richthofen hoogleraar in Berlijn. In 1849 werd hij lid van het Erfurter parlement en later ook van het Huis van Afgevaardigden. Na het neerleggen van zijn hoogleraarambt wijdde hij zich geheel aan zijn verantwoordelijkheden als edelman en grootgrondbezitter, maar zette hij tegelijk zijn wetenschappelijke studies voort.
Vanaf ca. 1865 leed hij aan een oogziekte, zo blijkt uit brieven die hij uitwisselde met de Leeuwarder boekhandelaar en stadsarchivaris Wopke Eekhoff. Von Richthofen schreef zijn Untersuchungen über friesische Rechtsgeschichte (1880-1886) terwijl hij geheel blind was geworden, daarbij bijgestaan door een amanuensis, Hugo Jaekel. Het meerdelige werk bleef helaas onvoltooid.
In 1858 kocht Von Richthofen tien handschriften aan uit de nalatenschap van de Leeuwarder notaris Petrus Wierdsma (1729-1811). De collectie werd door zijn nazaten in de nasleep van WO I te koop aangeboden en middels een crowd-funding onder Friezen en instellingen in binnen- en buitenland aangekocht namens de provincie Friesland. Sinds 1922 berust de collectie, die bekend kwam te staan als de Richthofencollectie, in Leeuwarden, bij de Friese bibliotheek- en archiefinstelling Tresoar. Op 1 november 2022 werd de collectie opgenomen in het Nederlands Memory of the World Register, als de 'Richthofenkolleksje'.

## Publicaties/Externe links
- 1840 (de)  Friesische Rechtsquellen
- 1840 (de)  Altfriesisches Wörterbuch, ook hier
- 1863 Lex Frisionum (in Monumenta Germaniae Historica)
  - (la) Digitaal raadpleegbaar[dode link]
- 1868 (de)  Zur Lex Saxonum
- 1880-1886 Untersuchungen über friesische Rechtsgeschichte (drie delen)
  - (de) 1e deel
  - (de) 2e deel 1/2
  - (de) 2e deel 2/2
  - (de) 3e deel
- 1886 (de)  Die ältere Egmonder Geschichtsquellen

- Bibsys: 13254
- Bibliothèque nationale de France: cb137481929 (data)
- CiNii: DA08120786
- Digitale Bibliotheek voor de Nederlandse Letteren: rich007
- Gemeinsame Normdatei: 101584156
- International Standard Name Identifier: 0000 0000 7981 1949
- Library of Congress Control Number: no2013010057
- Nationale Bibliotheek van Polen: a0000002587469
- Nederlandse Thesaurus van Auteursnamen: 07257366X
- Réseau des bibliothèques de Suisse occidentale: 02-A017631328
- LIBRIS: 322352
- Système universitaire de documentation: 121099814
- Virtual International Authority File: 2651034
- WorldCat: E39PBJjtdykJJ3RQ37f64B9VYP